# Gigantes de Carolina FC
Carolina Giants Es un club de fútbol de la Primera División, la Puerto Rico Soccer League. Se localiza en Carolina, Puerto Rico. El club fue creado en el 2008 como el equivalente del equipo de pelota Gigantes de Carolina.El club es uno de los clubes fundadores de la  Liga de fútbol de Puerto Rico. Juega en el Estadio Roberto Clemente Walker. El club está afiliado al club argentino Club Atlético Boca Juniors.

## Historia
Con nueve campeonatos nacionales disputados desde la aparición de la franquicia en 1998, el decimoprimero Puerto Rico Giant`s de Carolina, sube al escenario de la Puerto Rico Soccer League con la intención de demostrar en el primer circuito futbolístico profesional de la isla, que tiene madera para repetir logros obtenidos en el campo aficionado.
Un subcampeonato y un tercer lugar en la Liga Mayor de Fútbol, de la cual fue pionero y se mantuvo activo durante cinco temporadas, así como el segundo puesto alcanzado el año pasado en la tercera edición de la Liga Premier de Puerto Rico, zafra que culminó con un reñido encuentro que se definió por la mínima diferencia de un gol por cero, representan parte del palmarés de este equipo.
En el certamen 2007 de la Liga Premier, los Giant`s disputaron 20 encuentros, de los cuales ganaron 13, empataron 3 y tropezaron apenas en 4 ocasiones, alcanzando 62 goles y permitiendo 33 anotaciones.
Asimismo, este plantel se alzó con la Copa Universitaria de Fútbol, torneo organizado por la Universidad del Sagrado Corazón y además exhibe en sus vitrinas el trofeo de campeón de la Copa Gigante, torneo del que fueron anfitriones.
Muchos jugadores que han dejado huella en el balompié boricua han vestido la camiseta gigante. Entre ellos cabe mencionar a los colombianos César y Carlos Flores, así como a los estadounidenses Illico Scott y Josua Legier.Mención especial merecen Alejandro Giusta, quien fue seleccionado como uno de los más destacados en el juego de estrellas de la temporada 2001; el portero argentino Álvaro Nazor, aplaudido por su solvencia bajo los tres palos y el tunecino Jorge Stanescu, quien posee la marca de la franquicia con 34 goles anotados.
Puerto Rico Giant`s de Carolina, tiene su base en el Complejo Deportivo Roberto Clemente. Allí el veterano entrenador gaucho Ricardo “Richie” Romano, trabaja junto a sus jugadores y su asistente, José Hernández, para afrontar el reto que significa ser parte de la primera experiencia de un torneo rentado de balompié en Puerto Rico.

### Puerto Rico Soccer League
Temporada 2008

Carolina Giants debutó el 6 de julio de 2008, contra Guaynabo Fluminense FC, que terminó con un empate 2-2. Terminando la temporada en sexto lugar con 15 puntos en 14 juegos y fallando la postemporada

Temporada 2009

Carolina Gigantes FC ganó su primer juego 2-1 antes Academia Quintana.
 Terminando la temporada en quinto lugar con 18 puntos en total en 16 juegos fallando la postemporada.
| Temporada | Posición |
| --------- | -------- |
| 2008-09   | 6.º      |
| 2009-10   | 5.º      |

## Directiva del Club
Presindente: Ricardo Romano
VicePresidente: Yessica Yulfo
Tesorero  : Carlos Román
Secretaria: Annette Miro

## Palmarés
- Liga Mayor de Fútbol Nacional:
  - Sub-campeón (1): 2000

- Liga Premier de Fútbol de Puerto Rico:
  - Sub-campeón (1): 2007